# (4978) Seitz
(4978) Seitz es un asteroide perteneciente al cinturón de asteroides, descubierto el 29 de septiembre de 1973 por Cornelis Johannes van Houten en conjunto a su esposa también astrónoma Ingrid van Houten-Groeneveld y el astrónomo Tom Gehrels desde el Observatorio del Monte Palomar, Estados Unidos.

## Designación y nombre
Designado provisionalmente como 4069 T-2. Fue nombrado Seitz en homenaje "Horstmar Seitz" amigo íntimo de uno de los descubridores.

## Características orbitales
Seitz está situado a una distancia media del Sol de 2,627 ua, pudiendo alejarse hasta 3,185 ua y acercarse hasta 2,069 ua. Su excentricidad es 0,212 y la inclinación orbital 6,022 grados. Emplea 1555 días en completar una órbita alrededor del Sol.

## Características físicas
La magnitud absoluta de Seitz es 13,4. Tiene 5,182 km de diámetro y su albedo se estima en 0,345.